# معهد المعرفة الحرة
معهد المعرفة الحرة (Free Knowledge Institute - FKI) منظمة غير ربحية تأسست عام 2006 في هولندا. ونظرًا لتأثره بحركة البرمجيات الحرة، فقد عزز معهد المعرفة الحرة التبادل الحر للمعرفة في جميع مجالات المجتمع عن طريق تعزيز حرية استخدام المعرفة وتعديلها ونسخها وتوزيعها في أربعة مجالات مختلفة، ولكنها وثيقة الارتباط: التعليم والتكنولوجيا والثقافة والعلوم.
وينسق معهد المعرفة الحر ويشارك في العديد من المشروعات المتعلقة بالتعليم والوصول إلى المعرفة و«الملكية الفكرية» والموارد التعليمية المفتوحة (OER).

## الرؤية
أصبحت شبكات التواصل، وخاصة الإنترنت، القوة الفاعلة لثورة لا تقارن إلا بتلك التي أعقبت اختراع آلة الطباعة. فمنذ ابتكاره، أعطى الإنترنت أجنحة لميلنا الطبيعي لتبادل المعلومات.
ومع ذلك، لا يزال قطاع مهيمن من المجتمع يعتقد أنه يجب حماية المعرفة بالعديد من الأنظمة القانونية التي يشار إليها عادة بتعبير «الملكية الفكرية». ويشير هذا المصطلح إلى أن المعرفة يمكن أن تكون مملوكة حصرًا، ويهمل الفروق بين السلع الملموسة وغير الملموسة: على الرغم من أن السلع الملموسة تعاني من مشكلة ندرة، فإن السلع غير الملموسة يمكن نسخها وتبادلها دون حدود، وعند مشاركتها، تزداد قيمتها الإجمالية.
بدأت الحركة المضادة في ثمانينيات القرن العشرين مع صعود حركة البرمجيات الحرة والمعايير المفتوحة، والتي أنتجت ثروة هائلة من تطبيقات البرمجيات الحرة وتشكل أساس شبكة الإنترنت الحالية. وقد كانت مبادئ البرمجيات الحرة هي من أوحت بالمشاركة غير المقيدة وإعادة استخدام الأعمال الفنية والثقافية في حركة المحتوى الحر (بما في ذلك المشاع الإبداعي) وإنشاء واستخدام مواد تعليمية مجانية في القطاع التعليمي. وبطريقة مماثلة، تشجع حركة الوصول الحر المشاركة والنشر المفتوح للبحوث بهدف تعزيز المعرفة العلمية.
ويعتقد معهد المعرفة الحرة أنه من خلال تعزيز استخدام المعرفة الحرة في مجالات التكنولوجيا والتعليم والثقافة والعلوم، فإن ذلك سوف يحقق لمزيد من الأفراد والمنظمات ربحًا من فوائد تبادل المعرفة.

## المبادئ المؤسسة
صاغ معهد المعرفة الحرة مجموعة من المبادئ التي يعتبرها أساسية لكونها تتفق مع رؤيته. وكنقطة انطلاق، تأخذ هذه المبادئ التأسيسية مشاركة المعرفة في شكل حقوق متروكة وتتضمن استخدام البرمجيات الحرة، والالتزام بالمعايير المفتوحة، وأهمية التعليم، واحترام التنوع والثقافات المختلفة، والشفافية والتوافق.

## النشاطات
من أجل العمل على تحقيق هذه الرؤية، يشارك معهد المعرفة الحرة في المناقشات والنشاطات السياسية لتسليط الضوء على أخطاء بعض السياسات واقتراح البدائل. لهذا السبب، يعمل معهد المعرفة الحرة جنبًا إلى جنب في مختلف الشبكات والتحالفات مع الجماعات والمنظمات الأخرى. ومن خلال تحالف الشبكات المفتوحة، تمت صياغة تحذير جماعي حول مقترحات السياسة في البرلمان الأوروبي يهدد حياد الإنترنت.

## المشروعات

### مشروع SELF
يهدف مشروع SELF إلى أن يصبح منصة تعاونية على شبكة الإنترنت تحتوي على مواد تعليمية وتدريبية ذات جودة عالية حول البرمجيات الحرة والمعايير المفتوحة. في هذا الإطار، فإنه يعتمد على تقنيات البرمجة الحرة ذات المستوى العالمي التي تسمح بقراءة المحتوى المجاني ونشره، ويتحكم به المجتمع الدولي.
مشروع SELF (العلوم والتعليم والتعلم في الحرية) هو مشروع دولي كانت تموله في البداية المفوضية الأوروبية، والذي طور نظامًا أساسيًا لتشجيع التعاون الخلاق وتبادل المواد التعليمية والتدريب المستمر، مع إيلاء اهتمام خاص بالبرمجيات الحرة والمعايير المفتوحة. وهو مشروح مستوحى من نموذج ويكيبديا، لذلك فإن نظام SELF الأساسي مفتوح أمام مساهمات جميع أولئك الذين يرغبون في وضع علومهم هناك، ومشاركة هذه المعرفة دون قيود.

### مؤتمر المعرفة الحرة والتكنولوجيا الحرة
كان مؤتمر المعرفة الحرة والتكنولوجيا الحرة (FKFT) حدثًا ركز على إنتاج وتبادل المواد التعليمية والتدريبية في مجال البرمجيات الحرة والمعايير المفتوحة. وقد عُقد المؤتمر لأول مرة عام 2008 في برشلونة، حيث نظمه مشروع SELF ومعهد المعرفة الحرة.

### أكاديمية التقنيات الحرة
تتألف أكاديمية التقنيات الحرة من حرم افتراضي متقدم مع وحدات مناهج يمكن متابعتها بالكامل على الإنترنت. وتعد المواد التعليمية موارد تعليمية مفتوحة يمكن دراستها بحرية، ويمكن للدارسين المسجلين في أكاديمية التقنيات الحرة الاسترشاد بأعضاء هيئة التدريس المهنية من الجامعات المشاركة. كما يمكن استكمال برنامج الماجستير في إحدى الجامعات.
ويتلقى البرنامج دعمًا ماليًا من برنامج التعلم مدى الحياة (LLP) الصادر عن المفوضية الأوروبية، وهو تعاون بين معهد المعرفة الحرة والعديد من الجامعات الأوروبية والمنظمات مثل:
الجامعة المفتوحة في هولندا (OUNL)، والجامعة المفتوحة في كاتالونيا (UOC) في إسبانيا وغيرها.

### منتدى الثقافة الحرة
منتدى الثقافة الحرة هو لقاء دولي حول الثقافة والمعرفة الحرة انعقد في برشلونة من 30 أكتوبر إلى 1 نوفمبر 2009. حيث عقد بالاشتراك مع الإصدار الثاني من oXcars. وخلال المنتدى، جرت نقاشات بين 200 منظمة وفرد تربطهم تعبيرات الثقافة الحرة حول خصخصة الإنشاء والملكية الفكرية ومدى الانتشار في الوصول إلى المعرفة وابتكار الفنون والمعرفة والثقافة وتوزيعها. وانتهى المؤتمر بتعريف «ميثاق الابتكار والإبداع والوصول إلى المعرفة».
وقد تم تنظيم الدورة الأولى من المنتدى بواسطة إكسجاي (Exgae) و السياسة الشبكية ومعهد المعرفة الحرة.